# Melochia degeneriana
Melochia degeneriana är en malvaväxtart som beskrevs av A. C. Smith. Melochia degeneriana ingår i släktet Melochia och familjen malvaväxter. Inga underarter finns listade i Catalogue of Life.